# Adriatic Arena
Die Adriatic Arena (Eigenschreibweise: ADRIATIC Arena) ist eine Mehrzweckhalle in der italienischen Hafenstadt Pesaro in der Provinz Pesaro und Urbino. Der Basketballclub Victoria Libertas Pesaro trägt in der Arena seine Spiele aus. Zu Basketballspielen bietet sie 10.323 Plätze, bei Konzerten finden 13.000 Menschen einen Platz.

## Geschichte

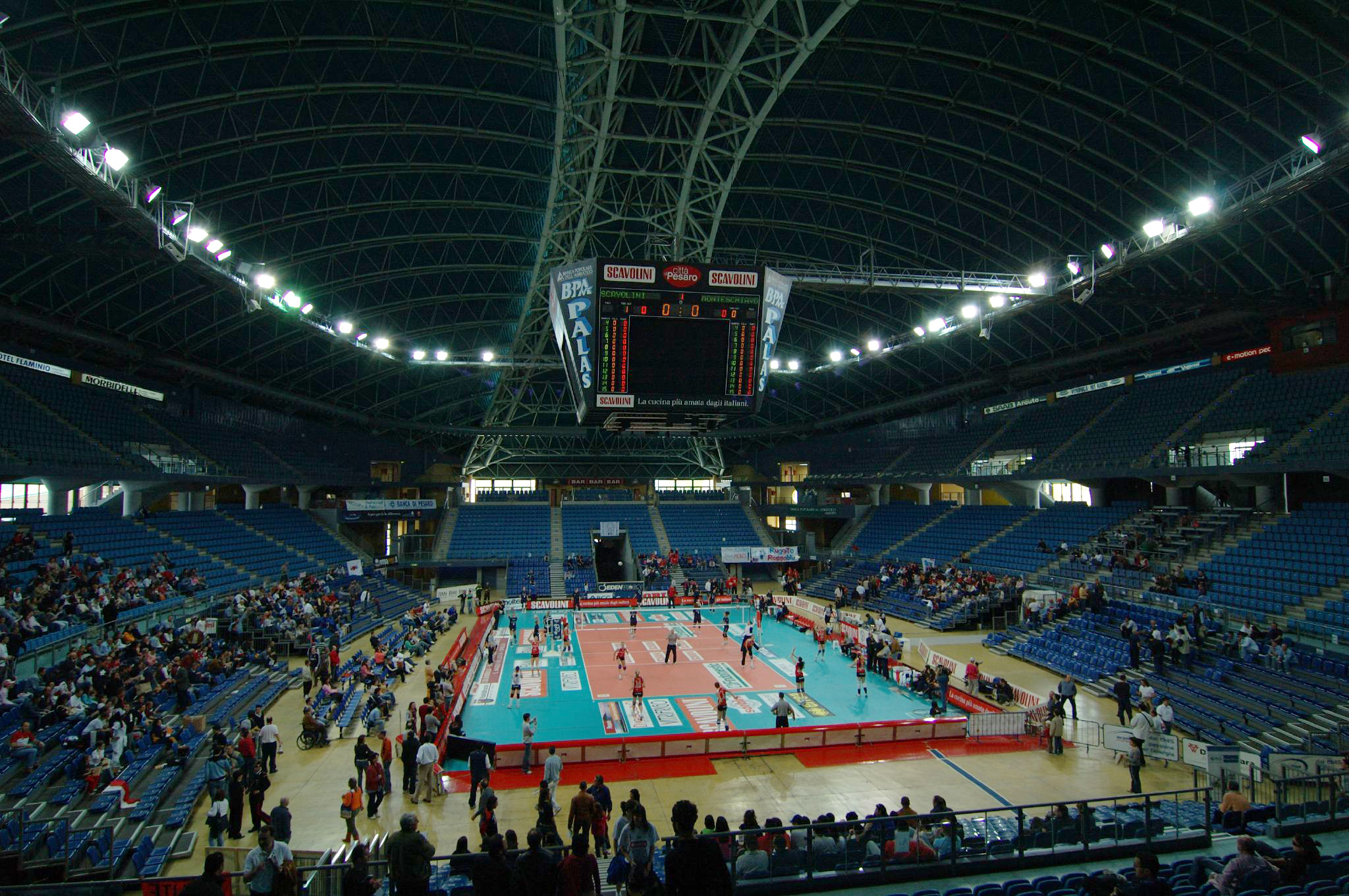
Innenansicht der Adriatic Arena

Die Arena wurde im September 1996 mit einem Konzert von Luciano Pavarotti eröffnet. Die Planungen sahen vor, dass in der Halle verschiedene Veranstaltungen stattfinden können. Neben den Basketballspielen von Victoria Libertas Pesaro, für die die Halle hauptsächlich genutzt wird, wurde sie auch für Konzerte, Showveranstaltungen und Tagungen konzipiert. Auch für andere Sportarten kann sie genutzt werden.

## Nutzung
Der italienische Basketball-Erstligist Victoria Liberts Pesaro trägt seine Heimspiele in der Adriatic Arena aus. Außerdem finden regelmäßig Musikveranstaltungen in der Halle statt. Künstler und Bands wie z. B. Elton John, Ennio Morricone, Laura Pausini, Sting Subsonica, Eric Clapton, Negramaro, Everything Everything, Muse, Ligabue, Francesco Guccini, die Jonas Brothers und Vasco Rossi gaben Konzerte in der Adriatic Arena.
Neben diesen beiden regelmäßigen Veranstaltungsarten fanden in der Halle auch bereits Ringkämpfe, Tanz-Wettbewerbe, Volleyball-Spiele, Boxkämpfe, sowie Partien im Davis Cup statt.